# چارلز شیلر
چارلز شیلر (به انگلیسی: Charles Sheeler) نقاش و عکاس آمریکایی بود که پس از تهیه عکس‌هایی از خانه‌اش در پنسیلوانیا در سال ۱۹۱۷، آغاز عکاسی صریح را اعلام نمود. از ویژگی‌های تصاویر وی می‌توان به کیفیات صوری آشکار نقاشی‌های کوبیستی اشاره کرد که در تقابل با محوسازی‌های پیکتوریالیستی بودند.